# Mars 1882

## Événements
- 4 mars, France : l'élection des maires se fait désormais au suffrage universel.

- 28 mars, France : lois Jules Ferry : loi sur l'obligation de l'enseignement primaire de 6 à 13 ans et sa laïcité (sa gratuité est intervenue l'année précédente).

- 30 mars, France : fondation de l'Union centrale des arts décoratifs.

## Naissances
- 14 mars : Waclaw Sierpinski, mathématicien polonais († 1969).
- 20 mars : René Coty, futur président de la République française.
- 23 mars : Emmy Noether, mathématicienne allemande († 14 avril 1935).

## Décès
- 1er mars : Theodor Kullak, pianiste, compositeur et professeur de musique polonais (° 12 septembre 1818).
- 23 mars : Eugen Napoleon Neureuther, peintre dessinateur et graveur allemand (° 13 janvier 1806).
- 25 mars : Charles-René-Léonidas d'Irumberry de Salaberry, militaire.
- 31 mars : Lucy Crane,  écrivaine, critique d'art et traductrice anglaise (° 22 septembre 1842).